# Отрушевец
Отрушевец је насељено место у саставу града Самобора у Загребачкој жупанији, Хрватска. До територијалне реорганизације у Хрватској налазио се у саставу старе загребачке приградске општине Самобор. 

## Становништво
На попису становништва 2011. године, Отрушевец је имао 303 становника.

## Попис1991.
На попису становништва 1991. године, насељено место Отрушевец је имало 298 становника, следећег националног састава:
| Попис 1991.‍  | Попис 1991.‍  | Попис 1991.‍ | Попис 1991.‍ | Попис 1991.‍ |
| ------------ | ------------ | ----------- | ----------- | ----------- |
|              |              |             |             |             |
| Хрвати       | Хрвати       |             | 283         | 94,96%      |
| Словенци     | Словенци     |             | 4           | 1,34%       |
| неопредељени | неопредељени |             | 3           | 1,00%       |
| непознато    | непознато    |             | 8           | 2,68%       |
| укупно: 298  |              |             |             |             |